# Microcrambus arcas
Microcrambus arcas là một loài bướm đêm trong họ Crambidae.